# 골든퀸

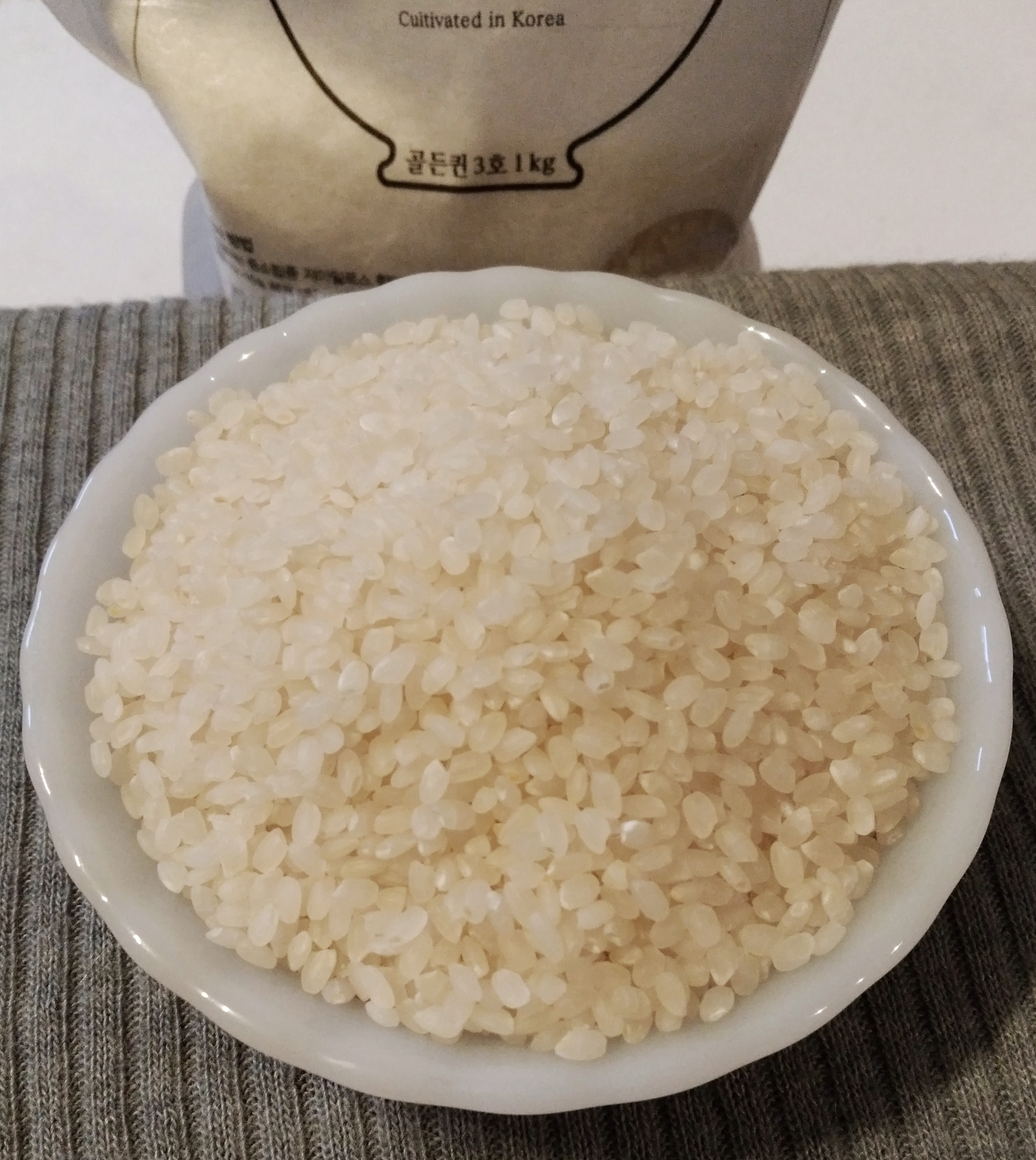
골든퀸 3호

골든퀸(Golden Queen)은 한국의 쌀 품종이다. 벼 육종 기업인 시드피아에서 개발한 품종으로, 충청남도 서산 등에서 재배된다. 히말라야 야생벼와 한국 내 재배품종을 20년에 걸쳐 교배해 육종한 쌀로, 아밀로스 함량이 낮아 멥쌀과 찹쌀의 중간 정도 식감을 지니는 "반찹쌀" 계열로 분류되며, 구수한 향이 나는 향미이기도 하다. 경기도 화성시와 전라남도 곡성에서 재배된다. 수향미

## 품종
- 골든퀸
- 골든퀸 2호
- 골든퀸 3호